# Hanno Douschan
Hanno Douschan (* 5. September 1989 in Klagenfurt) ist ein ehemaliger österreichischer Snowboarder und Olympionike (2014, 2018). Sein größter Erfolg ist der Gewinn der Silbermedaille im Snowboardcross bei den Weltmeisterschaften 2019.

## Werdegang
Douschan startete von 2004 bis 2010 vorwiegend im Europacup. Bei den Snowboard-Juniorenweltmeisterschaften 2009 in Nagano gewann er Bronze im Parallelslalom. Sein erstes Weltcuprennen fuhr er im Jänner 2010 in Kreischberg, welches er auf dem 52. Platz im Parallel-Riesenslalom beendete. Im März 2010 gewann er bei den österreichischen Snowboardmeisterschaften Bronze im Parallel-Riesenslalom und im Snowboardcross. Bei den Snowboard-Weltmeisterschaften 2011 in La Molina errang er den 22. Platz im Snowboardcross. Bei den österreichischen Meisterschaften 2013 in Bad Gastein gewann er Silber im Snowboardcross. Im Dezember 2013 erreichte er in Lake Louise mit dem achten Platz im Snowboardcross seine erste Top-Zehn-Platzierung im Weltcup. Gold gewann er im Snowboardcross bei der Winter-Universiade 2013 in Trentino.
Bei seiner ersten Olympiateilnahme 2014 in Sotschi kam Douschan auf den zehnten Platz im Snowboardcross. Im folgenden Jahr errang er bei den Snowboard-Weltmeisterschaften 2015 am Kreischberg den 39. Platz im Snowboardcross. In der Saison 2015/16 holte er vier Siege im Europacup und gewann damit die Snowboardcrosswertung. Zudem kam er im Weltcup dreimal unter die ersten Zehn und errang zum Saisonende den 20. Platz im Snowboardcross-Weltcup.
Hanno Douschan startete bei den Olympischen Winterspielen 2018 in der südkoreanischen Stadt Pyeongchang und er belegte am 15. Februar den 27. Rang im Snowboardcross. Beim Weltcup im spanischen La Molina holte er sich am 3. März mit der Silbermedaille seine erste Podestplatzierung. Bei den Weltmeisterschaften 2019 in Park City gewann er die Silbermedaille in seiner Paradedisziplin.
Am 16. März 2019 bestritt Douschan sein letztes Rennen in Veysonnaz und er erklärte seine aktive Zeit mit diesem Rennen für beendet.

## Auszeichnungen
- Im Juni 2019 wurde der damals 29-Jährige vom Österreichischen Skiverband (ÖSV) mit dem Großen Goldenen Sportehrenzeichen ausgezeichnet.[4][5]

## Erfolge

### Weltmeisterschaften
- 2011 La Molina: 22. Platz Snowboardcross
- 2015 Kreischberg: 39. Platz Snowboardcross
- 2019 Park City: 2. Platz Snowboardcross

### Weltcup-Gesamtplatzierungen
| Saison  | Platz | Punkte |
| ------- | ----- | ------ |
| 2009/10 | 69.   | 36     |
| 2010/11 | 32.   | 590    |
| 2011/12 | 41.   | 345    |
| 2012/13 | 35.   | 493    |
| 2013/14 | 27.   | 574    |
| 2014/15 | 40.   | 84     |
| 2015/16 | 20.   | 1040   |
| 2016/17 | 46.   | 223,5  |
| 2017/18 | 17.   | 1865,4 |
| 2018/19 | 17.   | 970    |